# Chiesa di San Lorenzo (Gabre)
La chiesa di San Lorenzo (in francese: Église Saint-Laurent de Gabre) è un luogo di culto cattolico che si trova a Gabre, nel dipartimento dell'Ariège, regione dell'Occitania francese. Risale al XIII secolo.

## Storia

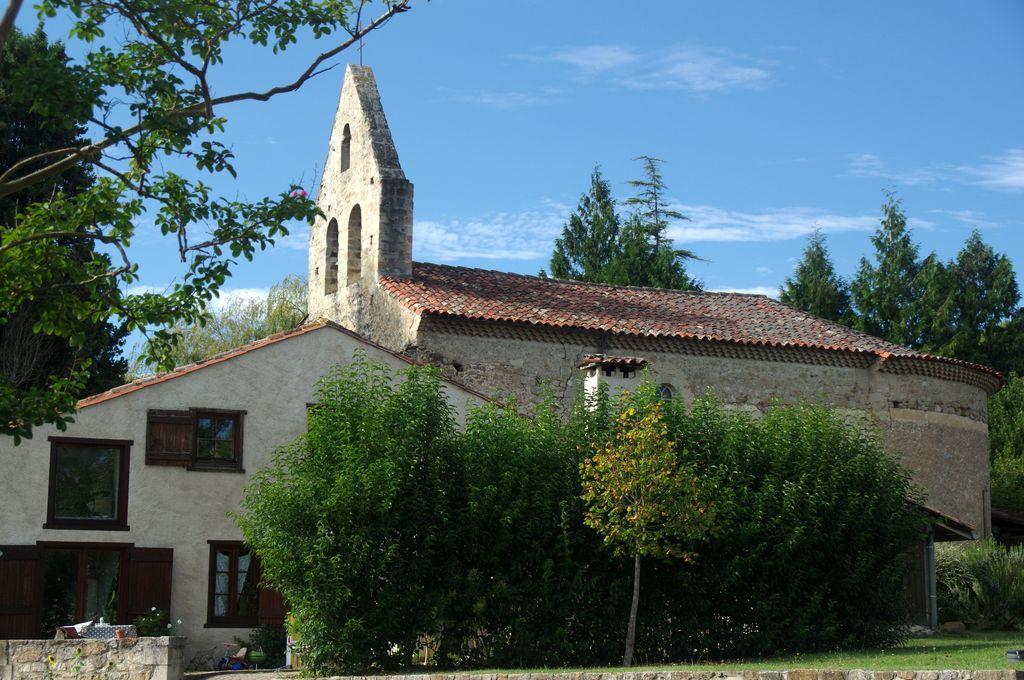
Chiesa di San Lorenzo, vista laterale.

La chiesa venne edificata nel XIII dagli ospitalieri di San Giovanni di Gerusalemme, noti come Cavalieri di Malta, e in origine ebbe al suo fianco una torre. Trovandosi a breve distanza da Le Mas-d'Azil, uno dei centri francesi del protestantesimo, divenne una chiesa riformata.
Intorno alla metà del XVI secolo, con l'editto di Nantes, rientrò in possesso dei Cavalieri
di Malta. 
Nel 1668 l'edificio primitivo fu demolito per ordine del re di Francia Luigi XIV poi fu ricostruito e restaurato nelle forme recenti attorno al 1725. L'apparato decorativo è stato oggetto di restauri recenti, realizzati nel primo decennio del XXI secolo.

## Descrizione

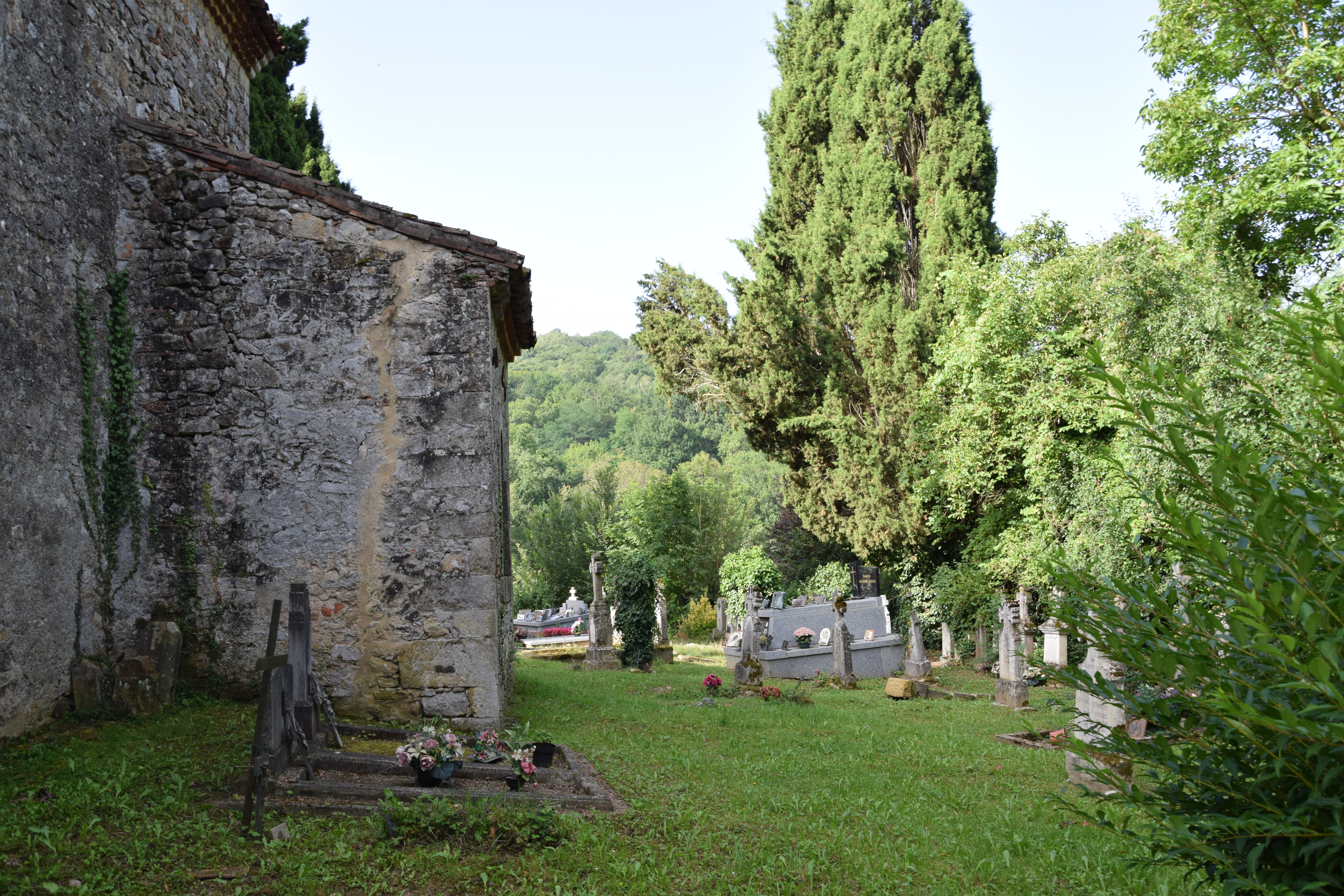
Cimitero situato accanto alla chiesa.

### Esterni
La facciata è caratterizzata da due imponenti contrafforti che stanno ai lati del portale di accesso, con cornice in pietra ad arco a tutto sesto e protetto da una tettoia con coppi. Il grande campanile a vela domina la parte superiore del prospetto. Accanto alla chiesa si trova il cimitero della comunità.

### Interni
All'interno si conserva il ciclo decorativo della Via Crucis.